# Cardona (Rizal)
Cardona (Bayan ng Cardona) är en kommun i Filippinerna. Kommunen ligger på ön Luzon, och tillhör provinsen Rizal. Folkmängden uppgår till 39 003 invånare.

## Barangayer
Cardona är indelat i 19 barangayer.
| - Balibago - Boor - Calahan - Dalig,Kuhala - Del Remedio (Pob.) - Iglesia (Pob.) - Lambac - Looc - Malanggam-Calubacan | - Nagsulo - Navotas - Patunhay,Longos - Real (Pob.) - Sampad - San Roque (Pob.) - Subay - Ticulio - Tuna |